# Callibrachion

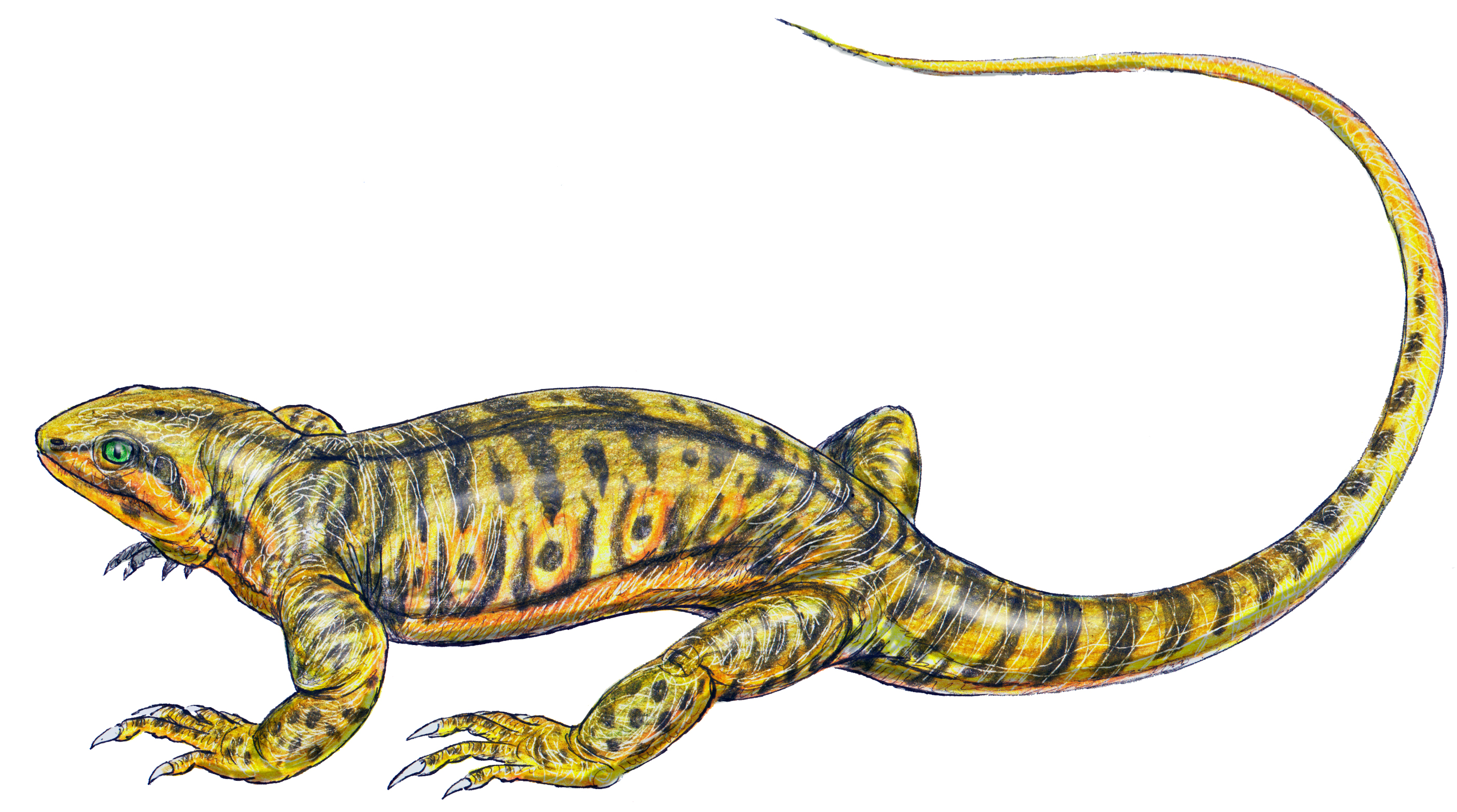
Реставрація

Callibrachion — вимерлий рід казеазаврів. Його довжина становила не менше 1,5 метра. Жила в період ранньої пермі. Вперше його було описано в 1893 році на основі зразка ранньопермських відкладень на північному сході Франції. Пізніше кілька авторів вважали його синонімом Haptodus, але подальше дослідження виявило, що це казеїд, а не сфенакодонт. Це було підтверджено кладистичним аналізом, який відновив Калібрахіон як базальний казеїд.